# Torre de Cal Xacó
La Torre de Cal Xacó és una obra gòtica de Creixell (Tarragonès) declarada Bé Cultural d'Interès Nacional.

## Descripció
Es tracta d'una torre de defensa de la muralla medieval, situada a l'oest a la vila. És de planta quadrada i fa 10 metres d'alçada. En aquesta torre no es conserva el coronament original. En el seu lloc hi ha una teulada moderna. Les finestres que es conserven són originals. A la torre hi ha cases adossades.